# Matej Blenkuš
Matej Blenkuš, slovenski arhitekt, *1971, Ljubljana

## Življenje in delo
Diplomiral in doktoriral je na Fakulteti za arhitekturo, Univerza v Ljubljani, magistriral pa na Helsinški tehniški univerzi, danes Aaalto University. Za svojo magistrsko nalogo je prejel nagrado za najboljše študijsko delo leta 1999. Sodeloval je na številnih nacionalnih arhitekturnih natečajih, odprtih in vabljenih, za kar je skupaj s soavtorji prejel več nagrad in priznanj. Ima več kot 15-letne izkušnje iz projektiranja.
Danes je izredni profesor na Fakulteti za arhitekturo, kjer poučuje predmete Konstrukcije 2 in Projektiranje 1 - 5. Od leta 2015 je bil prodekan za študijske in finančne zadeve in član komisije za doktorski študij, v jeseni 2017 je bil izvoljen za dekana omenjene fakultete. Obenem vodi sedemčlanski arhitekturni studio Abiro v Ljubljani. Je član Društva arhitektov Ljubljane in Zbornice za arhitekturo in prostore Slovenije.
Prejel je Plečnikovo nagrado (2016) in Fabianijevo nagrado za urbanistične dosežke (2017) za Nordijski center Planica, Plečnikovo priznanje za Mestno knjižnico Grosuplje (2007), Študentsko Plečnikovo nagrado (1996) in Župančičevo nagrado mesta Ljubljane za večnamensko stavbo Šmartinka (2002). Za obsežen arhitekturni opus je skupaj s prof. Milošem Florijančičem leta 2015 prejel najvišjo stanovsko nagrado Platinasti svinčnik. Z drugimi deli je bil večkrat v nacionalni selekciji za evropsko nagrado Mies van der Rohe. Njegova dela so objavljena v številnih domačih in mednarodnih publikacijah.
Predaval je na zagrebških Dnevih Orisa, Piranskih dnevih arhitekture in na več fakultetah in simpozijih v Gradcu, Zagrebu, Splitu in Frankfurtu. Dela Abiroja so bila leta 2002 in 2008 razstavljena na samostojnih razstavah v Cankarjevem domu v Ljubljani, leta 2015 pa strnjena v monografijo, ki je izšla pri založbi Muzeja za arhitekturo in oblikovanje Slovenije.
Sestra Mateja Blenkuša je gledališka igralka in ustanoviteljica prve zasebne dramske šole, tudi podjetnica, Barica Blenkuš.